# Andrea Spezza

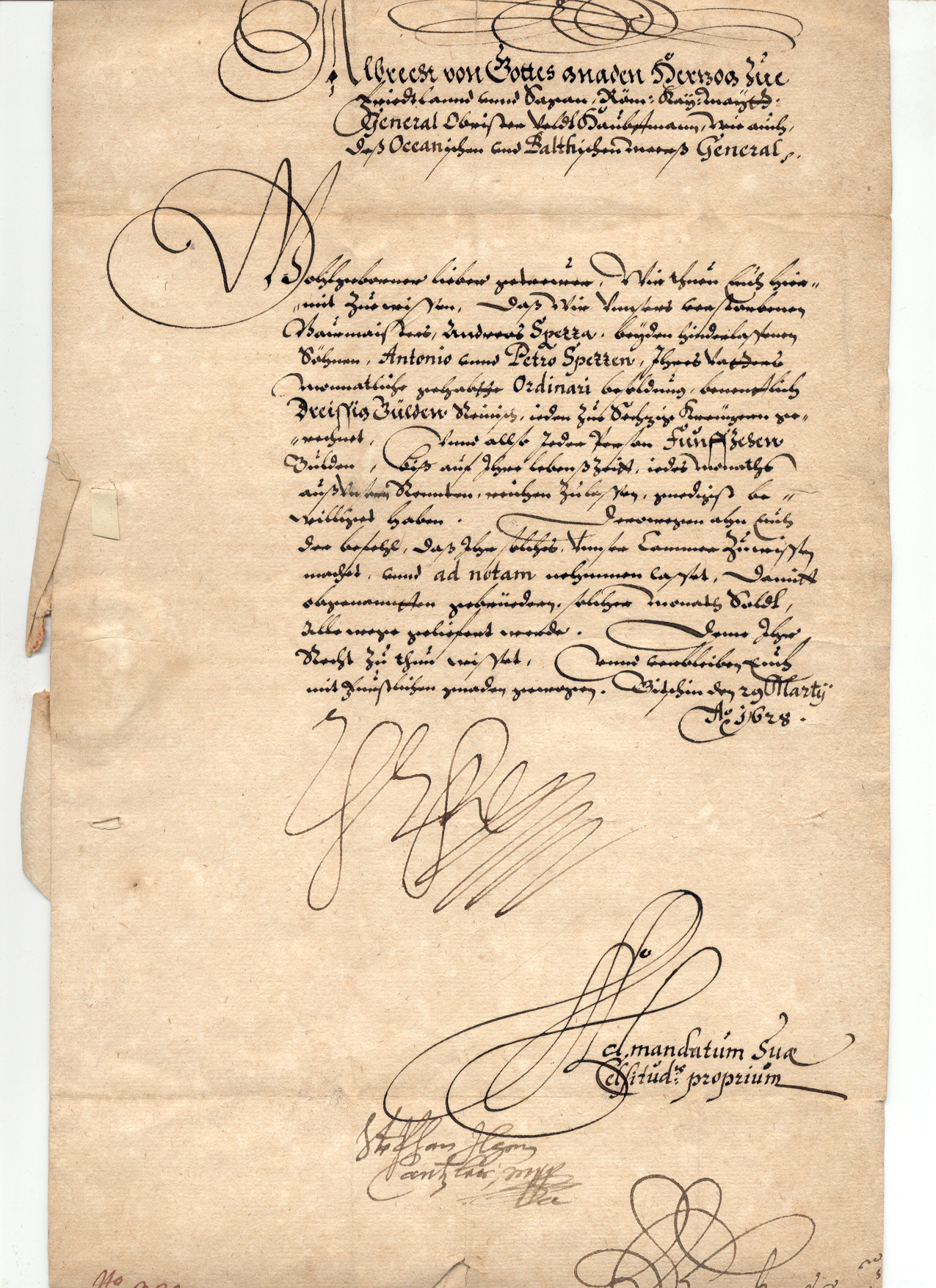
Valdštejnův dopis zemskéhu hejtmanovi Frýdlantu, týkající se převodu Spezzova platu na jeho syny

Andrea Spezza (* 1580 Arogno - před 29. březnem 1628 Jičín) byl italský architekt působící v Čechách. 
Je především spojen se svou prací v českých zemích, kam ho pozval český vojevůdce Albrecht z Valdštejna, a to především v Praze (Valdštejnský palác) a v Jičíně (rozšíření jičínského zámku, kostel sv. Jakuba ad.). Rodina Spezzů pocházela původně ze severní Itálie a je známá svými projekty v Čechách a v Rakousku.

## Život a dílo
Pakliže je Andrea Spezza identický s „Andreou Spezou di Ronio“, stal se po Georgu Reinhardtovi hlavním stavitelem a dekoratérem oldenburského zámku v Dolním Sasku. 
Poté odjel do Prahy, kde se svými bratry pracoval pro císaře Matyáše Habsburského. Je doloženo, že v roce 1618 dostal nabídku na výstavbu kostela v Bielanech u Krakova. V roce 1621 začal pracovat na Valdštejnském paláci, který byl dokončen roku 1630. V roce 1627 projektoval valdickou kartouzu, kterou v následujících letech stavěli jeho bratr Giovanni Battista a Franz Latomus. 
Společně s Giovannim Battistem Pieronim a Niccolem Sebregondim pracoval v Jičíně. Tito architekti zde zvětšili trčkovský zámek na Valdštejnově náměstí a nechali vysázet lipovou alej z Jičína až do Valdic.